# James Cappleman
James Cappleman (sinh ngày 26 tháng 10 năm 1952) là một chính khách người Mỹ và là thành viên của Hội đồng Thành phố Chicago. Ông đã được bầu vào Hội đồng vào năm 2011 với tư cách là ủy viên cho phường 46 của thành phố, bao gồm một phần của khu phố Uptown và Lakeview. Ông đã giành chiến thắng trong cuộc bầu cử lại vào năm 2015 và 2019.

## Tuổi thơ và sự nghiệp
Là người gốc Houston, Texas và là con trai của một bác sĩ và y tá của Quân đội Hoa Kỳ, Cappleman là một trong 8 người con được mẹ nuôi dưỡng sau khi cha ông qua đời. Ông đã hoàn thành bằng cử nhân Giáo dục của Đại học Houston và tốt nghiệp Trường Cao đẳng Công tác Xã hội Jane Addams tại Đại học Illinois tại Chicago với bằng Thạc sĩ Công tác Xã hội năm 1991.

## Đời tư
Cappleman là người đồng tính công khai. Chồng của ông, Richard Thale, là chủ tịch Ủy ban Vận động Tòa án Quận 19 và là người hỗ trợ CAPS cho Beat 1914. Một cặp vợ chồng từ năm 1991, hai người kết hôn năm 2013 tại Tiểu bang Washington. Cappleman là một trong năm ủy viên LGBTQ Chicago công khai, và là ứng cử viên LGBTQ đầu tiên trong Hội đồng thành phố Chicago ban đầu được bầu vào văn phòng công cộng.